# Людвиг, Александр
Алекса́ндр Ричард Лю́двиг (англ. Alexander Richard Ludwig; род. 7 мая 1992, Ванкувер) — канадский актёр, получивший известность благодаря роли Уилла Стантона в фантастическом фильме «Восход тьмы» (2007), а также Бьёрна Железнобокого в телесериале «Викинги» (2014—2019).

## Биография
Родился 7 мая 1992 года в Ванкувере, провинция Британская Колумбия, Канада. Его отец Гарольд Хорст Людвиг — бизнесмен, а мать Шарлин Людвиг работала менеджером. У Александра есть младшая сестра София, а также брат и сестра (близнецы) — Натали и Николас.
Александр начал деятельность в 9 лет, участвуя в коммерческом проекте игрушек «Гарри Поттер», занятие, которое дало ему возможность зарегистрироваться агентом и получить дальнейшую коммерческую работу. С тех пор Александр Людвиг появился в таких фильмах, как — «Король воздуха: Лига чемпионов» (2001), «Экстремальный примат» (2003), «Ева и огненный конь» (2005). Озвучил одного из персонажей в «Злая крестная: месть Джимми» (2005). В 2007 году Людвиг после тяжелого кастинга получил свою первую ведущую роль в фильме «Восход тьмы».
Следующая главная роль — Александр сыграл Сета в фильме о брате и сестре — подростках с паранормальными способностями «Ведьмина гора». Кроме киносъёмок, Александр также работал на телевидении. Он выступил в фильмах, сделанных для телевидения, таких как «То, что называют убийством» и в телесериале «Мёртвая зона». Участвовал в кастинге на роль Пита Мелларка в фильме «Голодные игры»; в итоге получил роль Катона.
В 2012 году начал запись своего первого музыкального альбома, написав песню Live it up.
В 2014 году присоединился к актёрской команде сериала телеканала History «Викинги» в роли сына главного героя Рагнара Лодброка — конунга Бьёрна Железнобокого. Осенью 2018 года принял участие в съёмках блокбастера «Мидуэй» (2019) в роли лейтенанта Роя Пирса.
В 2020 году сыграл главную роль капитана ВВС в рождественской комедии «Подарки с неба» основанной на реальных событиях и выпущенной компанией Netflix.
В 2021 году состоялась премьера сериала «Хилы» (1 сезон) где Александр сыграл рестлера.

## Фильмография
| Год       |    | Русское название                          | Оригинальное название                 | Роль                    |
| --------- | -- | ----------------------------------------- | ------------------------------------- | ----------------------- |
| 2000      | в  | Король воздуха: Лига чемпионов            | Air Bud: World Pup                    | актёр                   |
| 2004      | в  | Экстремальный примат                      | MXP: Most Xtreme Primate              | ребёнок                 |
| 2005      | мф | Злая крёстная: месть Джимми               | Scary Godmother: The Revenge of Jimmy | Джимми                  |
| 2005      | ф  | Ева и Огненный Конь                       | Eve and the Fire Horse                | Кевин                   |
| 2006      | тф | Маленькое дельце под названием «Убийство» | A Little Thing Called Murder          | молодой Кенни Каймс     |
| 2007      | в  | Площадка 3                                | The Sandlot: Heading Home             | Эй Джей Нидмен          |
| 2007      | ф  | Восход тьмы                               | The Seeker: The Dark Is Rising        | Уилл Стантон            |
| 2009      | ф  | Ведьмина гора                             | Race to Witch Mountain                | Сет                     |
| 2012      | ф  | Голодные игры                             | The Hunger Games                      | Катон                   |
| 2013      | ф  | Одноклассники 2                           | Grown Ups 2                           | Брэден Хиггинс          |
| 2013      | ф  | Уцелевший                                 | Lone Survivor                         | Шейн Е. Пэттон          |
| 2014      | ф  | Игра на высоте                            | When the Game Stands Tall             | Крис Райан              |
| 2014—2020 | с  | Викинги                                   | Vikings                               | Бьёрн Железнобокий      |
| 2015      | ф  | Последняя девушка                         | Final Girl                            | Джеймсон                |
| 2015      | ф  | Последние девушки                         | The Final Girls                       | Крис Бриггс             |
| 2015      | ф  | Идём со мной                              | Blackway                              | Нейт                    |
| 2019      | ф  | Мидуэй                                    | Midway                                | лейтенант Рой Пирс      |
| 2020      | ф  | Плохие парни навсегда                     | Bad Boys for Life                     | Дорн                    |
| 2021—2023 | с  | Хилы                                      | Heels                                 | Эйс                     |
| 2021      | ф  | Национальные чемпионы                     | National Champions                    | Эммет Сандей            |
| 2021      | ф  | Клыки ночи                                | Rocco                                 | Рокко                   |
| 2023      | ф  | Переводчик                                | The Covenant                          | сержант Деклан О’Брэйди |
| 2024      | ф  | Плохие парни до конца                     | Bad Boys: Ride or Die                 | Дорн                    |